# Alonso Matias
Pour les articles homonymes, voir Matias.
Alonso Matias, né en 1580 à Grenade et décédé le 11 septembre 1629 à Malaga, est un frère jésuite et architecte espagnol.